# Karl Alfred Melin
Karl Alfred Melin, född 11 mars 1849 på Utö socken, Stockholms län, död 5 juli 1919 i Torö församling, Stockholms län, var en svensk skald, psalmförfattare och skolman. 
Han efterträdde Carl Anders Kullberg 1898 på stol nr 13 i Svenska Akademien.

## Biografi
Folkskollärarsonen Melin blev 1868 student vid Uppsala universitet, filosofie doktor 1876 och utnämndes 1883 till adjunkt vid Nya elementarskolan i Stockholm, där han 1903 blev lektor. Melin var sedan 1903 medlem av Svenska Akademiens Nobelkommitté. Ett flertal av hans dikter är tonsatta av Norman, Åkerberg, Svedbom och Stenhammar.
Melin författade 1880 texten O Herre, du som säger: "Låt barnen komma hit till mig" till psalm nr 632 i de Nya psalmer 1921 som kompletterade Wallins 1819 års psalmbok på prov. I 1937 års psalmbok accepterades texten efter ett och ett halvt decenniums provsjungande i församlingarna och den medtogs som nummer 486. I Den svenska psalmboken 1986 finns texten inte medtagen.

### Översättning
- Moore, Thomas (1885). Några dikter. Stockholm: W. Bille. Libris 1599103

### Redaktörskap
- Svensk läsebok för allmänna läroverkens mellanklasser. Stockholm: P. A. Norstedt & S:r. 1880. Libris 1598970 Redaktörer: Karl Alfred Melin och Hugo Hernlund. - Utkom i flera upplagor.
- Wilhelm Billes ungdomsbibliotek. Stockholm: Bille. 1890-1912. Libris 3146866
- Auswahl aus der neueren deutschen Litteratur mit Anmerkungen herausgegeben von E. G. Calwagen und K. A. Melin.. Stockholm. 1890-1897. Libris 2544187